# Peter Lorenz Sellergren
Peter Lorenz Sellergren, född 9 april 1768 i Jönköpings församling, Jönköpings län, död 1 maj 1843 i Hälleberga församling, Kronobergs län, var en svensk präst och gammalkyrklig väckelsepredikant.

## Biografi
Peter Lorenz Sellergren var son till pistolsmeden Petter Sellegren och Anna Maria Björkander.
Sellergren blev student vid Lunds universitet 1788, vigdes till präst 1794 och blev domkyrkoadjunkt i Växjö. År 1812 blev han komminister i Hälleberga i Växjö stift. Han ansågs som rikt begåvad och var mycket uppskattad som predikant. Efter att hans tro börjat vackla i kontakten med upplysningslitteraturen, hängav han sig åt alkoholmissbruk till den grad att han 1813 kallades till domkapitlet och tvingades ta tjänstledigt. Såväl fysiskt som psykiskt svag upplevde han under den tiden ett märkligt religiöst genombrott och kunde därefter fortsätta sin prästerliga verksamhet. Han blev som ”en ny människa” som "brann af begär att rädda om möjligt hela verlden". 

### Familj
Sellergren gifte sig 5 juli 1823 med Anna Maria Petersdotter (1787–1828). Hon var dotter till en torpare på Kollinge i Hälleberga socken.

## Sellergrenianismen
Som predikant och själavårdare utövade Sellergren inflytande vida omkring och blev en av förgrundsgestalterna i 1800-talets kyrkliga väckelse, en kyrkofader i en kaplansstuga. Hans förkunnelse var av gammalpietistisk art, men fick med tiden bland annat genom påverkan från Johann Arndt och Johan Möller, biskop i Visby, ett starkare evangeliskt inslag. Sellergren skall ha setts som någonting nära en apostel bland befolkningen och haft stort inflytande på stiftets prästerskap.

### Översättningar
- 1817 – Litanien genom Guds ord trösteligen förklarad samt en andäktig bön, uti vilken ett botfärdigt hjärta bekänner för Gud sin syndiga levnad och beder om nåd, Kalmar.[9]
- 1817 – Försök till enfaldiga samtal med unga barn över den kristelige trons söta hemligheter av Conrad Friedrich Stresow, Växjö.[9]
- 1822 – Andeliga skaldestycken utur W. C. Desslers Himmelska själalust ibland Guds ords blommor, Växjö.[9]
- 1825 – Bevekeliga böner till kristeliga föräldrar att vid sina barns uppfostran förnämligast se på deras bibehållande i döpelsenåden, meddelade av Johan Friedrich Hähn, Jönköping.[9]
- 1840 – Levi söners rening eller ett väckelserop till lärare, innehållande en allvarlig uppmuntran till dem, som stå i prediko-ämbetet, Växjö.[9]

### Övrigt
- Det gamla budskapet. Predikningar och sånger (1925)